# Thính phòng Opera Warszawa

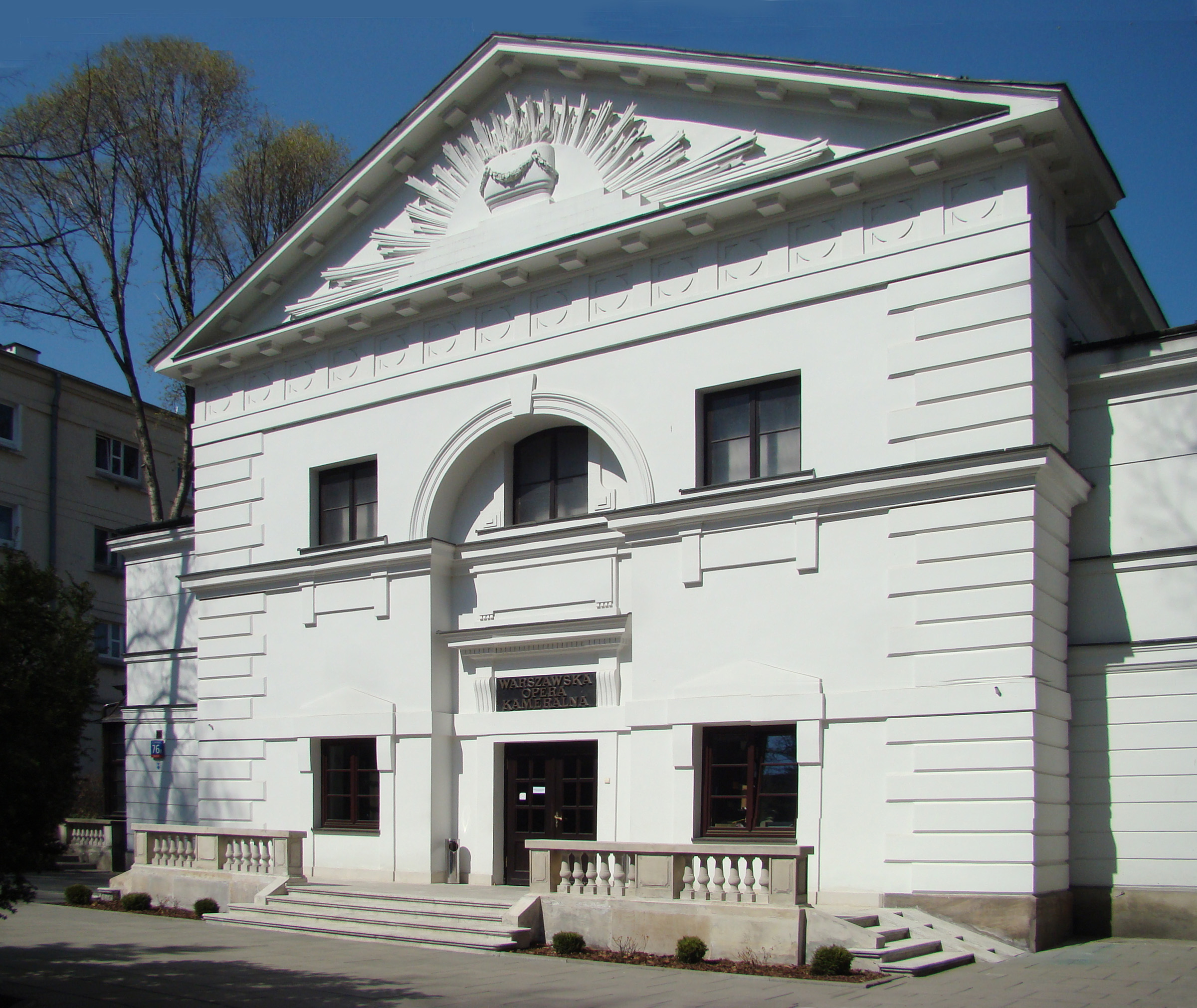
Nhà hát Warsaw Chamber Opera, được xây dựng năm 1777 là nhà nguyện Calvinist đầu tiên ở Warsaw.

Thính phòng Opera Warszawa (tiếng Ba Lan: Warszawska Opera Kameralna, WOK) là một công ty opera Ba Lan được thành lập vào năm 1961 bởi Stefan Sutkowski, giám đốc quản lý và nghệ thuật từ khi thành lập nhà hát cho đến khi ông nghỉ hưu vào năm 2012.  
Vào ngày 15 tháng 10 năm 1986, Warsaw Chamber Opera chuyển đến nhà hát của riêng mình tại Al. Solidarności 76B. Tòa nhà lịch sử, được xây dựng vào năm 1775, trước đây được sử dụng làm Nhà hát Sinh viên Satirical STS (tiếng Ba Lan: Studenckiego Teatru Satyryków STS), và trước đó nó được xây dựng như nhà thờ Cải cách Ba Lan đầu tiên ở Warsaw. Tòa nhà đã được đưa vào sổ đăng ký các di tích của thành phố Warsaw. 
Các tiết mục của Warsaw Chamber Opera trình bày một số lượng lớn các phong cách âm nhạc và hình thức tác phẩm đa dạng: từ các vở kịch bí ẩn thời trung cổ đến các vở opera Baroque, kịch câm cổ điển của thế kỷ thứ mười tám, opera của Rossini, Donizetti, cũng như tác phẩm của các nhà soạn nhạc đương đại. 
Warsaw Chamber Opera được biết đến với Lễ hội Mozart, được tổ chức hàng năm kể từ năm 1991. Các tiết mục của nó bao gồm tất cả các tác phẩm sân khấu của Wolfgang Amadeus Mozart. Nó cũng tổ chức một lễ hội cho Gioacchino Rossini và Claudio Monteverdi và Liên hoan Opera Ba Lan cổ. 

Mặc dù chuyên về âm nhạc thời xưa, nhà hát cũng biểu diễn các tác phẩm đương đại của Ba Lan. 
1. 1 2  Moran, Michael (2011). Chapter 14: "Mozart in Warsaw. A Country In The Moon: Travels In Search Of The Heart Of Poland. Granta Books. ISBN 1847084931
2. ↑  Agid, P. and Tarondeau, J. (2010). The Management of Opera: An International Comparative Study, p. 266. Springer. ISBN 023029927X
3. 1 2  Rockwell, John (5 July 1994). "Work and a Gimmick Put Warsaw's Opera On the Musical Map". The New York Times. Retrieved 25 March 2019